# Les Physiciens
Les Physiciens (Die Physiker en allemand) est une pièce de théâtre de Friedrich Dürrenmatt datant de 1962. C'est l'ouvrage considéré comme le plus important de son œuvre écrite et celui avec probablement la plus grande renommée internationale, hors pays de langue allemande.
Les Physiciens est une comédie en deux actes écrite en 1961 par l'écrivain suisse Friedrich Dürrenmatt et jouée pour la première fois le 21 février 1962 à Zurich. Elle s'interroge sur la place de la science dans le monde et la responsabilité des savants quant à l'utilisation de leurs découvertes, afin de sensibiliser le lecteur ou le spectateur au fait qu'une invention créée pour le bien de l'humanité peut toujours tomber entre de mauvaises mains et devenir dangereuse.

## Argument
Möbius, un physicien de génie, est enfermé dans l'asile Les Cerisiers en compagnie de deux autres aliénés : Newton et Einstein. En réalité, ces trois hommes ne sont pas fous. Möbius a fait des découvertes capitales (le prétendu « Système de toutes les inventions possibles »), a brûlé ses notes et se fait passer pour fou afin d'empêcher les hommes de se détruire entre eux avec le fruit de ses recherches. Ses deux compagnons sont des agents secrets : Joseph Eisler, qui travaille pour le bloc soviétique de la guerre froide, se fait passer pour Einstein, tandis que Newton, de son vrai nom Alec Jasper Kilton. Chacun a pour mission de récupérer les découvertes de Möbius pour son propre pays.
Afin de se faire passer pour fou, chacun des trois a assassiné une infirmière. Möbius prétend aussi que le roi Salomon lui apparaît. La médecin-chef, Mathilde von Zahnd, est la seule personne vraiment folle. En croyant agir au nom du roi Salomon, elle a copié les manuscrits de Möbius avant qu'il ne les brûle, espérant ainsi prendre le contrôle du monde.